# Blastobasis nigromaculata
Blastobasis nigromaculata é uma espécie de mariposa do gênero Blastobasis pertencente à família Coleophoridae.